# Gare de Queen's Park
La gare de Queen's Park (en anglais : Queen's Park railway station ou Queens Park railway station), est une gare ferroviaire de la Watford DC line (en), en zone 4 Travelcard. Elle  est située au 492 Victoria Road à Queen's Park, dans le borough londonien de Brent, sur le territoire du Grand Londres.
C'est une gare Network Rail desservie par des trains London Overground de Transport for London. Elle est en correspondance avec la station Queen's Park de la ligne Bakerloo dont les rames utilisent les mêmes voies et quais.

## Situation ferroviaire
La gare de Queen's Park est établie sur la Watford DC line (en) entre la gare de Kensal Green, en direction de la gare de Watford Junction, et de la gare de Kilburn High Road, en direction de la gare d'Euston. Elle dispose de quatre quais, numérotés 1 et 4 (utilisée par le London Overground), 5 et 6 (les quais 2 et 3 sont utilisés par la station du métro).

Plans de la ligne et des transports à Londres
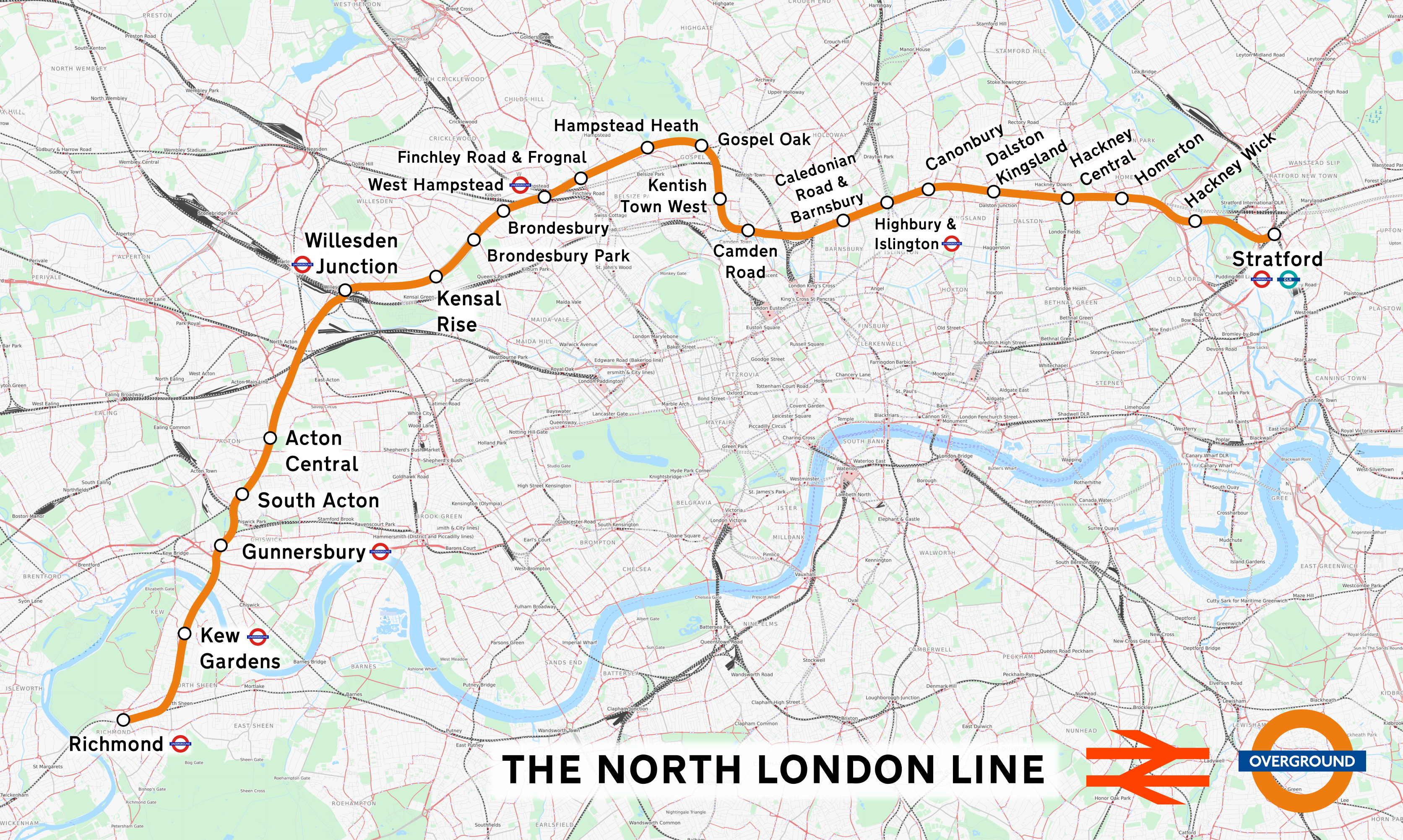
North London line.
Plan des transports.

## Histoire
La gare, alors dénommée West Kilburn, est mise en service le 2 juin 1879 par le London and North Western Railway, elle intègre la station de la Bakerloo le 11 février 1915 et elle est renommée Queen's Park en 1954.

## Service des voyageurs

### Accueil
La gare dispose d'une entrée principale au 492 Victoria Road à Queen's Park.

### Desserte
La gare de Queen's Park est desservie par les trains de banlieue du London Overground circulant sur la relation : gare de Watford Junction - gare d'Euston.

Installations et desserte
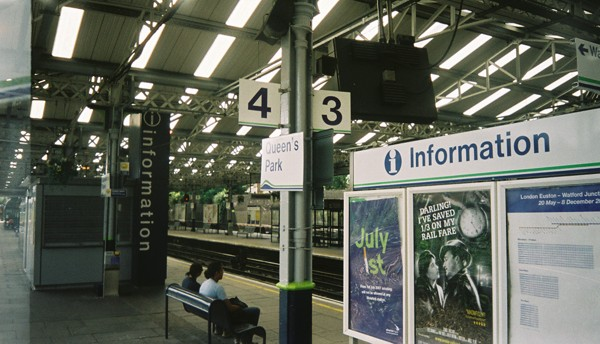
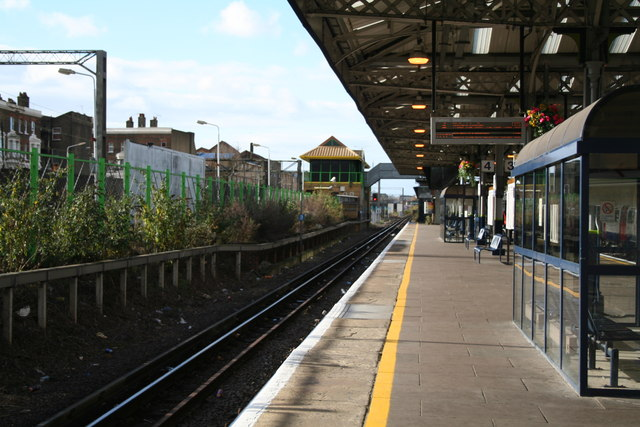
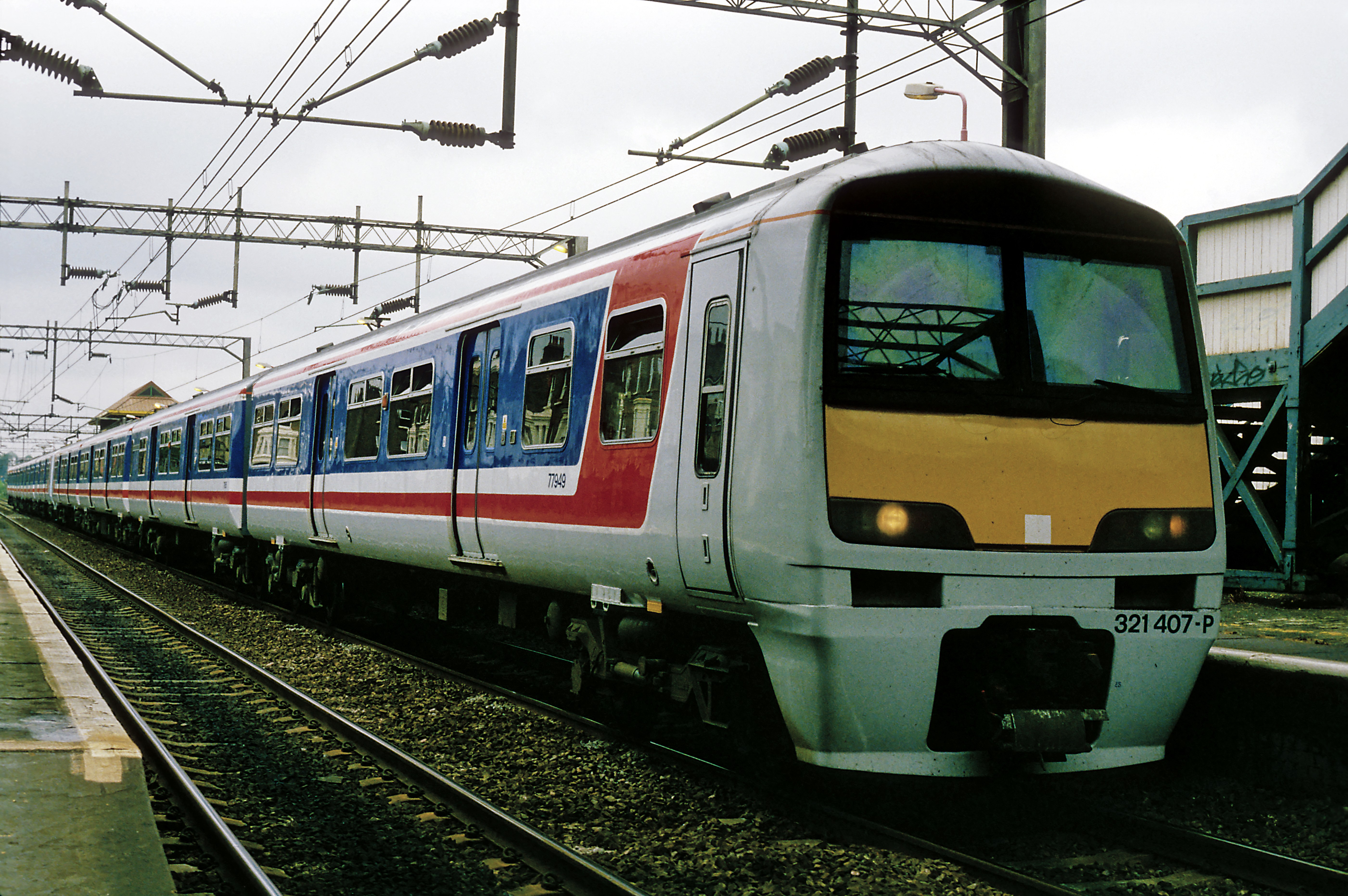

### Intermodalité
Elle est en correspondance avec la station Queen's Park, de la ligne Bakerloo du métro de Londres, qui utilise la même infrastructure (voies et quais).
Comme la station, la gare est desservie par des lignes des autobus de Londres : 6, 36, 187 et 316.